# Borasseae
Borasseae — триба квіткових рослин родини пальмові (Arecaceae). Представники триби зустрічаються вздовж узбережжя Індійського океану.

## Класифікація
- Підтриба Hyphaeninae 
  - Bismarckia
  - Satranala
  - Hyphaene
  - Medemia
- Підтриба Lataniinae
  - Latania
  - Lodoicea
  - Borassodendron
  - Borassus